# Arafurasjön

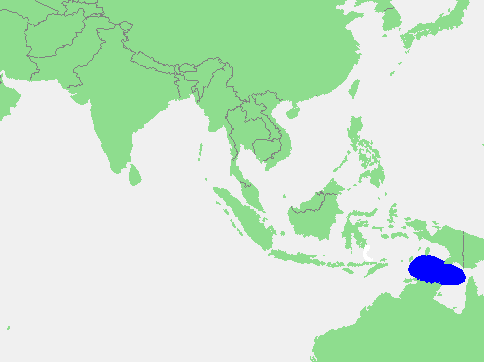
Karta över Arafurasjön.

Arafurasjön kallas det vatten som skiljer Australien och Nya Guinea åt. Det är del av Australasiatiska medelhavet.